# Trémoins
Trémoins – miejscowość i gmina we Francji, w regionie Burgundia-Franche-Comté, w departamencie Górna Saona.
Według danych na rok 1990 gminę zamieszkiwało 311 osób, a gęstość zaludnienia wynosiła 77 osób/km² (wśród 1786 gmin Franche-Comté Trémoins plasuje się na 444. miejscu pod względem liczby ludności, natomiast pod względem powierzchni na miejscu 882.).